# SSD Sanremese Calcio
Societa Sportiva Dilettantistica Sanremese Calcio, zkráceně jen Sanremese je italský klub hrající v sezoně 2024/25 4. italskou fotbalovou ligu, sídlící ve městě Sanremo v regionu Liguria.

## Změny názvu klubu
- 1932/33 – 1981/82 – US Sanremese (Unione Sportiva Sanremese)
- 1982/83 – 1986/87 – Sanremese Calcio (Sanremese Calcio)
- 1987/88 – 2007/08 – US Sanremese Calcio (Unione Sportiva Sanremese Calcio)
- 2008/09 – 2009/10 – Sanremese Calcio 1904 (Sanremese Calcio 1904)
- 2010/11 – US Sanremese Calcio 1904 (Unione Sportiva Sanremese Calcio 1904)
- 2012/13 – 2014/15 – Sanremese (Sanremese)
- 2015/16 – 2018/19 – Unione Sanremo (Unione Sanremo)
- 2019/20 – SSD Sanremese Calcio (Societa Sportiva Dilettantistica Sanremese Calcio)

## Získané trofeje

### Vyhrané domácí soutěže
- 3. italská liga (2x)

1934/35, 1936/37
- 4. italská liga (1x)

1978/79

## Účast v ligách
| Úroveň soutěže | Název soutěže (nynější název) | První hraná sezona | Poslední hraná sezona | celkem odehraných sezon |
| -------------- | ----------------------------- | ------------------ | --------------------- | ----------------------- |
| 2              | Serie B                       | 1937/38            | 1939/40               | 3                       |
| 3              | Serie C                       | 1934/35            | 1985/86               | 30                      |
| 4              | Serie D                       | 1963/64            | 2024/25               | 27                      |
| 5              | Eccellenza                    | 1992/93            | 2007/08               | 9                       |

## Trenéři

### Známí trenéři v klubu
- Renato Cattaneo (1939–1940)
- Carlo Carcano (1941–1942, 1952–1953)
- Mario Varglien (1942–1943)
- Giancarlo Danova (1980–1981)